# E-faktura
E-faktura, faktura elektroniczna – dokument elektroniczny, który posiada wszystkie cechy faktury w wersji papierowej. Jest ona wystawiana w formie cyfrowej i przekazywana w dowolnym formacie elektronicznym. 
W 2005 roku weszło w życie rozporządzenie, które dało możliwość wystawiania, przesyłania i przechowywania faktur w formie elektronicznej. Do końca 2013 r. obowiązywało Rozporządzenie Ministra Finansów z dnia 20 grudnia 2012 r. w sprawie przesyłania faktur w formie elektronicznej, zasad ich przechowywania oraz trybu udostępniania organowi podatkowemu lub organowi kontroli skarbowej (Dz.U. z 2012 r. poz. 1528). Od 2014 r. przepisy o fakturze elektronicznej zawiera ustawa o podatku od towarów i usług.
Za pomocą e-faktury można rozliczać się tak samo, jak przy użyciu faktury tradycyjnej. Zgodnie z wyrokiem Naczelnego Sądu Administracyjnego faktura przesłana w formie elektronicznej, a następnie wydrukowana u odbiorcy nadal może być traktowana jako faktura tradycyjna (papierowa) i nie musi spełniać wymagań dla faktury elektronicznej.

## Zalety faktury elektronicznej
Stosowanie e-faktury ma wiele zalet:
1. Oszczędność – niższe koszty wysyłki niż w przypadku faktury tradycyjnej;
2. Terminowość oraz bezpieczeństwo przesyłki – brak ryzyka niedostarczenia faktury,
3. Wygoda przechowywania – forma elektroniczna jest łatwiejsza do przechowywania i ponownego sprawdzania.

## Akceptacja fakturowania elektronicznego
Podstawowym warunkiem stosowania faktur w formie elektronicznej jest uzyskanie wcześniejszej akceptacji od kontrahentów. Wystawianie i przesyłanie e-faktur można rozpocząć następnego dnia po dokonaniu akceptacji przez odbiorcę. Z akceptacją e-faktur ściśle wiąże się też utrata prawa do ich wystawiania. Podatnik traci prawo do stosowania faktur elektronicznych (w przypadku cofnięcia akceptacji przez odbiorcę faktury) od dnia następującego po dniu, w którym otrzymał powiadomienie od odbiorcy o wycofaniu akceptacji.

## Faktury korygujące i duplikaty
Faktury elektroniczne można korygować i wystawiać ich duplikaty. Powinny mieć one co do zasady formę elektroniczną. Wyjątkowo w przypadku przeszkód formalnych lub technicznych, uniemożliwiających wystawienie i wysłanie tych dokumentów w formie elektronicznej, dopuszcza się wystawienie dokumentu papierowego (na przykład gdy kontrahent cofnie akceptację).

## Przechowywanie faktur elektronicznych
E-faktury powinny być przechowywane przez ich wystawcę oraz odbiorcę w formacie, w którym zostały przesłane, w sposób gwarantujący autentyczność ich pochodzenia i integralność ich treści, jak również ich czytelność przez cały okres ich przechowywania. E-faktury przechowuje się tak długo jak papierowe, to jest do czasu upływu terminu przedawnienia zobowiązania podatkowego.

## Kontrola faktur elektronicznych
Podatnik ma obowiązek:
- umożliwić organom podatkowym oraz organom kontroli skarbowej natychmiastowy (bez zwłoki), pełny (bez wyjątków) i ciągły (bez przerw) dostęp drogą elektroniczną do faktur
- umożliwić udokumentowany pobór i odczyt e-faktur przez te organy (czyli np. udostępnić komputer, ewentualnie łącze do internetu, i oprogramowanie niezbędne dla obsługi e-faktur)
- udostępnić tym organom dane dotyczące autentyczności pochodzenia i integralności treści każdej faktury przesłanej w formie elektronicznej (np. informacje dotyczące certyfikatów).

Dla kontroli podatnik powinien przechowywać również:
- oświadczenia o akceptacji odbiorcy faktury na otrzymywanie faktur drogą elektroniczną,
- dowody dopełnienia obowiązków informacyjno-zgłoszeniowych wobec naczelnika urzędu skarbowego oraz naczelnika urzędu celnego,
- dowody na istnienie przeszkód formalnych lub technicznych w skorygowaniu e-faktury drogą elektroniczną w sytuacji, gdy do e-faktury wystawiono korektę papierową,
- dokumentację dotyczącą bezpiecznego podpisu elektronicznego lub wymiany danych elektronicznych EDI dotyczącą podatnika i jego kontrahenta.

## Fakturowanie elektroniczne w praktyce
Faktura elektroniczna stała się pełnoprawnym dokumentem urzędowym na podstawie rozporządzenia Ministra Finansów z 2005 roku. Faktury elektroniczne w Polsce w 2007 roku były stosowane w niewielkim zakresie – 7% nabywców otrzymywało, a 3% sprzedawców wysyłało tego typu rozliczenia. W krajach UE, które zrezygnowały z bezpiecznego podpisu elektronicznego, e-faktury są wykorzystywane w znacznie większym stopniu – w Danii ponad 2/3 wszystkich faktur w obrocie to faktury elektroniczne OIOXML, Szwecja i Finlandia dzięki przejściu administracji publicznej na fakturowanie elektroniczne spodziewają się oszczędności rzędu 365 milionów euro rocznie.